# Pseudotectaria fibrillosa
Pseudotectaria fibrillosa är en ormbunkeart som först beskrevs av Bak., och fick sitt nu gällande namn av Holtt. Pseudotectaria fibrillosa ingår i släktet Pseudotectaria och familjen Tectariaceae. Inga underarter finns listade.